# Трибунский, Владимир
Владимир Трибунский (род. 2 мая 1940) — советский легкоатлет, специалист по метанию молота. Выступал за сборную СССР по лёгкой атлетике в 1960-х годах, двукратный бронзовый призёр чемпионатов СССР, обладатель бронзовой медали Спартакиады народов СССР, победитель первенств всесоюзного и всероссийского значения, участник чемпионата Европы в Будапеште. Представлял Московскую область и физкультурно-спортивное общество «Динамо».

## Биография
Владимир Трибунский родился 2 мая 1940 года. Занимался лёгкой атлетикой в Московской области, выступал за РСФСР и физкультурно-спортивное общество «Динамо».
Первого серьёзного успеха на всесоюзном уровне добился в сезоне 1966 года, когда на чемпионате СССР в Днепропетровске с результатом 66,26 выиграл бронзовую медаль в зачёте метания молота, уступив лишь Ромуальду Климу и Геннадию Кондрашову. Благодаря этому успешному выступлению вошёл в основной состав советской сборной и удостоился права защищать честь страны на чемпионате Европы в Будапеште — в финале показал результат 65,28	метра, расположившись в итоговом протоколе соревнований на пятой строке.
В мае на турнире в Москве метнул молот на 67,78 метра, показав шестой результат сезона в СССР. Позднее на чемпионате страны в рамках IV летней Спартакиады народов СССР в Москве с результатом 65,34 вновь стал бронзовым призёром — здесь его снова обошли Клим и Кондрашов.